# 요양 고씨
요양 고씨(遼陽高氏)는 요령성 요양시를 본관으로 하는 성씨이다.